# Gukanshō
Il Gukanshō (愚管抄) è un'opera letteraria di storia giapponese, composta intorno al 1120 dal monaco buddista Jien, della scuola Tendai.

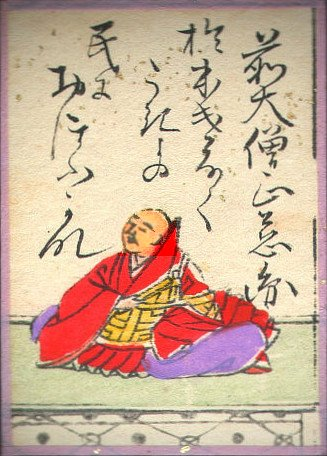
Jien, l'autore del Gukanshō (disegno ritrovato all'interno del Hyakunin isshu.)

## Contenuti
Jien, vissuto nel pieno periodo Kamakura, racconta la storia del Giappone concentrandosi sulla progressiva transizione dall'egemonia delle famiglie aristocratiche a quella della classe dei samurai, che culminò nell'istituzione del bafuku Kamakura a seguito della guerra Genpei. Poi pone l'accento sui contrasti tra questo e la corte imperiale di Kyoto.
Jien fu un esponente del clan Fujiwara, al cui capo spettava tradizionalmente il titolo di Sessho o Kanpaku, e parte della corte. Nel Gukanshō prevalgono tuttavia una visione mappo, quindi pessimistica, della sua età, vista come un periodo di declino e corruzione religiosa, e l'idea di "ragione", per cui il monaco, membro della corte imperiale, giudica ragionevole la politica di Minamoto no Yoritomo e sostiene che il bafuku, riportando ordine, possa porre fine alla decadenza.

## Struttura
Il Gukanshō si compone di sette volumi ed è un'opera di argomentazione storica. Il testo è composto da tre sezioni principali: 
- I volumi 1 e 2 raccontano la storia degli imperatori dal primo leggendario imperatore Jimmu all'84º imperatore Juntoku.

- Nel volumi dal 3 al 6 si analizzano il cambiamento politico dell'acquisizione del potere da parte della classe dei samurai

- nel volume 7 viene preso in analisi il sistema politico del bafuku presente al momento della stesura e le sue leggi, valutate da Jiei in base alla loro ragionevolezza.